# Jamsessie
Een jamsessie (Engels: "jam session") is een min of meer spontane, onvoorbereide vorm van muzikaal samenspel, meestal in het jazzgenre of aanverwante popgenres als hardrock, blues en rock. Jamsessies moeten niet verward worden met de vaak ellenlange soli van rockartiesten, zoals die van de musici in supergroepen als Blind Faith, Emerson, Lake & Palmer en anderen.   
Jam betekent "opstopping, opeenhoping, verstoring" en session zoveel als "zitting, bijeenkomst". Vooral uit het woord jam kan enige zelfrelativering worden afgeleid; die zelfrelativering was ook van toepassing op het woord jazz, dat in zijn oorspronkelijke betekenis onder meer rotzooitje, rommeltje betekent. Met de term jamming wordt vaak muzikaal samenspel aangeduid, tijdens het jammen ontstaan vaak creatieve invallen en niet minder vaak nieuw muzikaal materiaal.
Bij jamsessions worden vaak jazzstandards ten gehore gebracht, daar deze tot het algemeen gangbare repertoire van jazzmuzikanten behoren.

## Twee varianten
Een jamsessie kan twee vormen aannemen: een originele vorm of een vorm waarbij er covers van bestaande liedjes worden gespeeld. Tijdens een originele jamsessie wordt er soms muziek ten gehore gebracht die niet eenvoudig in een bepaald genre is thuis te brengen.
Vaak worden er op georganiseerde jamsessies echter bestaande nummers gespeeld, zodat de muzikanten weten waar ze aan toe zijn. Dit is voor het aanwezige publiek ook prettig doordat ze de nummers herkennen en kunnen meezingen. De originele jamsessies vereisen meer lef van de muzikanten doordat nummers alle kanten op kunnen gaan. Het vereist daardoor ook meer van de luisteraars die getuige zijn van hoe de muziek zich spontaan ontwikkelt. Het gevaar van jamsessies is dat muzikanten elkaar niet de ruimte geven en tegelijkertijd soleren, of dat alle muzikanten tegelijk op de voorgrond willen treden en er daardoor een kakofonie van geluid ontstaat. Een originele jamsessie kan leiden tot muziek die niemand ooit had kunnen verzinnen of componeren en kan zo tot nieuwe nummers leiden. Er bestaan bands die zich geheel toeleggen op het spelen van originele jams. In het Engels heten zij jam bands. Galactic uit New Orleans is zo'n band.

## Geschiedenis van de jamsessie in de jazz
De uitdrukking "jam session" kwam tot stand in de jaren twintig in de Verenigde Staten, toen blanke en zwarte muzikanten samenkwamen na hun betaalde optredens om jazz te spelen die zij niet in de Paul Whiteman-stijl bands konden spelen. Toen Bing Crosby deze sessies bijwoonde, zeiden de muzikanten over hem: "he is Jammin' the beat", omdat hij op de eerste en de derde tel mee klapte. Dus werden deze sessies bekend als jam sessions.
De New Yorkse scène tijdens de Tweede Wereldoorlog was beroemd om zijn after-hours (na middernacht) jamsessies. Een van de beroemdste was de regelmatige after-hoursjam op de Minton's Playhouse in New York, die plaatsvond in de jaren veertig en de vroege jaren vijftig. De jamsessies op de Minton waren een vruchtbare ontmoetingsplaats en proving ground (plaats om jezelf te bewijzen) voor zowel gevestigde solisten zoals Ben Webster en Lester Young, als de jongere jazzmusici die snel belangrijke exponenten van de bebop-beweging zouden worden, met inbegrip van Thelonious Monk (de huispianist van Minton), saxofonist Charlie Parker en trompettist Dizzy Gillespie. De Minton-jam had concurrerende wedstrijden, waarin solisten met de huisband meespeelden en probeerden om elkaar te overtreffen in improvisatorische vaardigheden.

## Jammen in de rockmuziek
Toen de instrumentale vaardigheid van pop- en rockmuzikanten verbeterde in de jaren zestig en begin zeventig, werd het op het podium jammen — vrije improvisatie — ook een vast onderdeel van rockmuziek; bands als Pink Floyd, Cream, The Jimi Hendrix Experience, Deep Purple, The Who, Grateful Dead, AC/DC, Led Zeppelin, Santana, King Crimson en de Allman Brothers Band speelden geïmproviseerde nummers die ergens tussen de 10 en 20 minuten konden duren. Deze nummers duurden vaak korter in de opgenomen versie.
Enkele opvallende opgenomen jam- en jam-geïnspireerde optredens in het rockidioom zijn:
- Elvis comeback special 1968.
- De liveshows van Led Zeppelin bevatten bijna altijd uitgebreide, geïmproviseerde solo's en lange instrumentale secties.
- De bonus-cd van de 20ste verjaardag van het album Layla and Other Assorted Love Songs door Derek & The Dominos, de band van Eric Clapton in het begin van de jaren zeventig, bevat een jam op "(When Things Go Wrong) It Hurts Me Too" met  de in 1971 overleden gitarist Duane Allman van de The Allman Brothers Band. Het jammen met Duane Allman beviel Clapton goed en leidde uiteindelijk tot het onsterfelijke Layla.
- De soundtrack voor Tonite Let's All Make Love in London laat twee geïmproviseerde jams van de vroege Pink Floyd horen: Interstellar Overdrive en Nick's Boogie. Dit laatste is een volledige improvisatie rond een drumpartij gespeeld door drummer Nick Mason.
- In de afscheidsconcerten onder leiding van The Band in 1976 werden twee late-nightjamsessies opgenomen met Neil Young, Ronnie Wood, Eric Clapton, Ringo Starr en anderen, samen met leden van The Band. Deze voorstellingen werden niet opgenomen in de film of de originele opnamen van het concert. Ze werden voor het eerst officieel vrijgegeven als onderdeel van een verzamelbox in 2002.
- De derde cd van George Harrison op zijn soloalbum All Things Must Pass uit 1970, getiteld Apple Jam, beschikt over een verscheidenheid aan nummers door sessiemuzikanten die hebben bijgedragen aan de lp.
- Sister Ray, Sommige Kinda Love en Mistig Notion van The Velvet Underground hadden uitgebreide liveversies.
- Het nummer Three minutes Warning uit het album Liquid Tension Experiment van de band Liquid Tension Experiment was een 28 minuten lange geïmproviseerde jam, het resultaat was zo onverwachts vloeiend dat de leden besloten om het uit te brengen.
- Voodoo Chile, een nummer dat verscheen op Jimi Hendrix' album Electric Ladyland, die de basis zou blijken te zijn voor een van zijn bekendste nummers Voodoo Child (Slight Return) - is een stuk van een 15 minuten lange bluesrock met verschillende geïmproviseerde secties.
- Ex-Red Hot Chili Peppers gitarist John Frusciante, de bassist van Fugazi Joe Lally en de gitarist van Red Hot Chili Peppers Josh Klinghoffer vormden een project onder de naam Ataxia. Ze brachten twee albums uit (Automatic writing en AW II) met lange tracks grotendeels gebaseerd rond geïmproviseerde gitaarpartijen tegen een stabiele, onveranderlijke bassline en drum beat.
- Het nummer How Can You Do It Alone van The Who van het album Face Dances (1981) begon als een podiumjam tijdens optredens op hun tour in de Verenigde Staten in december 1979. In deze voorstellingen improviseerde Pete Townshend, de leadzanger, steeds opnieuw zijn teksten. Bovendien werd Townshends sololied Dance It Away geboren uit kortere jams op deze dezelfde tour.
- Tijdens de live-act van AC/DC werden verschillende nummers uitgebreid tot jams van 10-25 minuten, soms met inbegrip van een striptease door gitarist Angus Young. Nummers waarin vaak werd gejamd zijn Let There Be Rock, Bad Boy Boogie en Jack.
- The Eagles jamden tijdens concerten van hun Hotel California Tour in 1977 op het intro van het nummer Witchy Woman, waardoor de oorspronkelijke lengte werd opgerekt tot bijna 10 minuten.[bron?]

### Jambands
Hoewel de Grateful Dead vaak genoemd worden als eerste jamband, nam Cream al lange improvisaties in hun liedjes op sinds 1967. Nochtans, The Grateful Dead maakte de jamband tot een genre op zichzelf. Meer recente bands die in hun voetsporen traden zijn Phish, Moe., Umphreys Mcgee en Widespread Panic, die allemaal verlengde improvisatorische sessies spelen. Andere bands, zoals de Red Hot Chili Peppers, voeren ook regelmatig live jamsessies uit. De progressieve rockband Coheed and Cambria eindigt vaak shows met een jamsessie tijdens hun liedje The Final Cut met verschillende instrumenten.